# Сутінок розуму
Сутінок розуму (англ. Blackwoods) — трилер режисера Уве Болла 2001 року.

## Сюжет
Три роки тому Метту Салливану, що збив на дорозі дівчину, вдалося уникнути покарання, але думки про скоєне стали для нього вічним жахом, переплітаючи його життя зі страшними примарами сумління. Лише через роки, любов до чарівної Доун допомогла йому забутися. Вирішивши вперше провести вікенд з її батьками, закохана пара відправляється в похмурий лісовий район Блеквудс. Але Метта не покидає якесь моторошне відчуття. Чому на нього так загадково подивилася офіціантка в кафе? Чому місцевий шериф упевнений, що вже бачив Метта? Чому менеджер готелю, в якому вони оселилися, поводиться так дивно? Його підозри знаходять реальні риси, коли Доун раптово зникає, а в їх номер уривається розлючений незнайомець з сокирою. Метт розуміє, що відповіді на лякаючі питання криються в гущавині Чорного лісу.

## У ролях
- Патрік Малдун — Метт Салліван
- Кіган Коннор Трейсі — Доун / Моллі
- Вілл Сендерсон — Джим
- Майкл Паре — шериф Хардінг
- Клінт Говард — Грег / клерк
- Ентоні Гаррісон — високий чоловік / доктор Келлі
- Меттью Волкер — Па Франклін
- Джанет Райт — Ма Франклін
- Шон Кемпбелл — Джек Франклін
- Бен Деррік — Джон Франклін
- Майкл Еклунд — Біллі / чоловік
- Саманта Ферріс — офіціантка / Бет
- Патріція Дальквіст — місіс Салліван
- Кейт Роббінс — економка / Паула
- Натаніель Дево — доктор
- Хезер Віні — медсестра
- Сара Дікінс — Сара / Matt's Date
- Білл Фергюсон — водій вантажівки